# Gobiopterus birtwistlei
Gobiopterus birtwistlei är en fiskart som först beskrevs av Herre, 1935.  Gobiopterus birtwistlei ingår i släktet Gobiopterus och familjen smörbultsfiskar. Inga underarter finns listade i Catalogue of Life.